# Рим (фильм, 1972)
«Рим» (итал. Roma) или «Рим Феллини» (итал. Fellini Roma) — кинофильм режиссёра Федерико Феллини, снятый в 1972 году.

## Сюжет
В этом фильме Федерико Феллини показывает весёлый и экстравагантный портрет Рима, каким его помнит человек, живший в городе ещё до Второй мировой войны: юноша приезжает в Рим и поселяется в большой квартире, переполненной самыми разными жильцами. Со знакомства с ними начинается знакомство героя (в котором можно узнать самого молодого Феллини) с «Вечным городом»…
В фильме представлено чередование различных персонажей и картин, поэтому сложно определить жанр фильма. Ряд эпизодов с участием самого Феллини снят в документальном стиле.

## В ролях
- Петер Гонзалес Фалькон — Феллини в юности
- Стефано Майоре — Феллини в детстве
- Фиона Флоренс — Долорес, молодая проститутка
- Пиа де Досес — принцесса Домитилла
- Марне Мейтланд — гид в катакомбах
- Ренато Джованьоли — кардинал Оттавиани
- Элиза Мейнарди — жена аптекаря
- Анна Маньяни — камео
- Марчелло Мастроянни — камео
- Федерико Феллини — камео
- Чак Макканн — камео
- Альберто Сорди — камео
- Гор Видал — камео
- Вито Аббонато — молодой полицейский
- Аристиде Капорали — Гиудизио
- Анжело Касадеи — турист
- Фёдор Шаляпин-младший — актёр в роли Юлия Цезаря
- Деннис Кристофер — хиппи
- Франко Читти — человек в ресторане
- Кассандра Петерсон

## Награды и номинации

### Награды
- 1972 Каннский кинофестиваль
  - Технический Гран-при (Федерико Феллини)

### Номинации
- 1974 BAFTA
  - Лучшая работа художника (Данило Донати)
- 1973 «Золотой глобус»
  - Лучший фильм на иностранном языке